# Волна (картина Айвазовского)
«Волна» — одна из самых знаменитых картин русского художника-мариниста Ивана Айвазовского, хранится в Русском музее в Санкт-Петербурге (инв. Ж-2200). Написана в 1889 году.
Живописец изображает море в момент сильного шторма и людей, потерпевших кораблекрушение. Волна накрыла корабль почти полностью и готова обрушиться на людей, пытающихся спастись на мачте.
Хотя цвета картины мрачные и холодные, люди, изображенные на картине, продолжают бороться за жизнь, а пробивающиеся лучи света дают надежду на спасение.
Работа относится к позднему творчеству художника и является своеобразным продолжением картины «Девятый вал».
Размер картины — 304 × 505 см.
Это самая большая картина, написанная Айвазовским. Работа над ней заняла у художника десять дней.
В Русский музей картина поступила в 1897 году из Эрмитажа.